# Christoph M. Schmidt

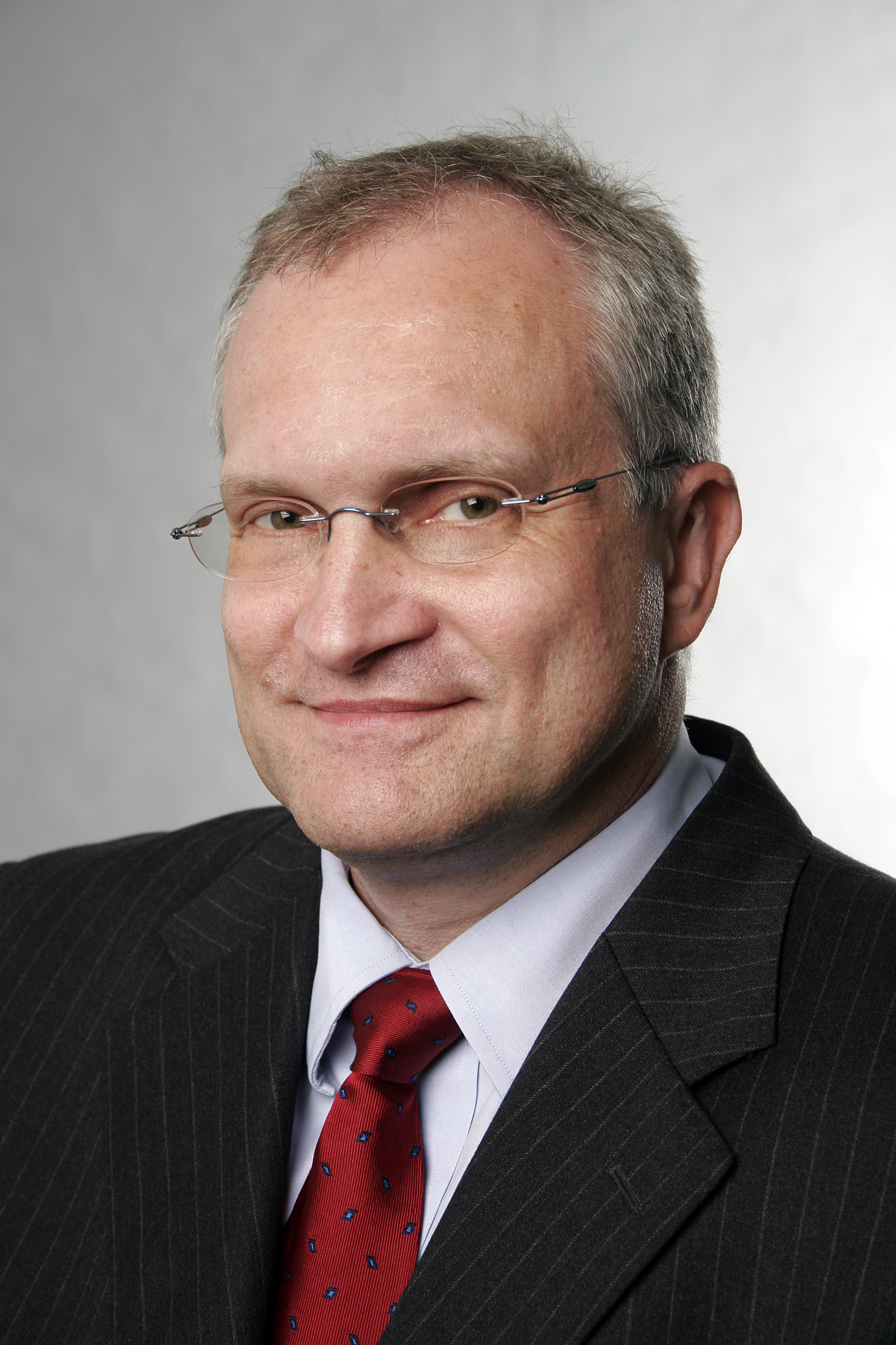
Christoph M. Schmidt

Christoph M. Schmidt (* 25. August 1962 in Canberra, Australien) ist ein deutscher Volkswirt. Er ist Präsident des RWI – Leibniz-Institut für Wirtschaftsforschung und war bis Februar 2020 Vorsitzender des Sachverständigenrates zur Begutachtung der gesamtwirtschaftlichen Entwicklung. Zudem ist er Professor für Wirtschaftspolitik und angewandte Ökonometrie an der Ruhr-Universität Bochum.
Seine Forschungsschwerpunkte liegen im Bereich Angewandte Ökonometrie, insbesondere der arbeits- und bevölkerungsökonomischen sowie energiepolitischen Fragestellungen. Er setzt sich für eine CO2-Steuer zur Bekämpfung der durch den Menschen verursachten globalen Erwärmung ein.

## Leben

### Herkunft und Ausbildung
Christoph Schmidt legte sein Abitur 1981 am Domgymnasium Fulda ab. Anschließend studierte er Volkswirtschaftslehre an der Universität Mannheim, wo er sein Studium 1987 als Diplom-Volkswirt abschloss. Er wechselte dann an die Princeton University, erlangte dort 1989 einen Master-Abschluss und wurde 1991 mit einer empirischen Arbeit zum deutschen Arbeitsmarkt promoviert. Sein Doktorvater war David Card, ein anderer Betreuer seiner Doktorarbeit der Nobelpreisträger Angus Deaton. Schmidt habilitierte sich 1995 an der Universität München. 
Während seiner Ausbildung wurde er durch eine Princeton University Fellowship (1987–1990), die Alfred P. Sloan Doctoral Dissertation Fellowship (1990–1991) sowie mit einem Habilitandenstipendium der Deutschen Forschungsgemeinschaft (1992–1995) ausgezeichnet. 2016 wurde ihm der Gustav-Stolper-Preis des Verein für Socialpolitik verliehen für seine Leistung, „wichtige wirtschaftspolitische Themen in den Fokus der Diskussion zu stellen und einer breiten Öffentlichkeit zu vermitteln“.

## Wirken

### Berufliche Laufbahn
Seit 1992 war Schmidt zunächst Research Affiliate, seit 1996 ist er Research Fellow des Centre for Economic Policy Research (CEPR) in London. Seit 1998 ist er Research Fellow des Instituts zur Zukunft der Arbeit (IZA) in Bonn. 
1995 wurde er an den Lehrstuhl für Ökonometrie an der Universität Heidelberg berufen, den er bis 2002 innehatte. Seit 2002 ist er Professor an der Ruhr-Universität Bochum und Präsident des RWI – Leibniz-Institut für Wirtschaftsforschung in Essen. Im März 2009 wurde Schmidt in den Sachverständigenrat zur Begutachtung der gesamtwirtschaftlichen Entwicklung berufen, wo er den Platz von Bert Rürup einnahm. Im März 2013 übernahm er den Vorsitz des Sachverständigenrates von Wolfgang Franz bis zum Ende seiner Ratsmitgliedschaft im Februar 2020.
Von 2011 bis 2013 war er sachverständiges Mitglied der Enquete-Kommission Wachstum, Wohlstand, Lebensqualität des Deutschen Bundestages. Seit 2014 ist er Präsidiumsmitglied der Deutschen Akademie der Technikwissenschaften (acatech), der er seit 2011 als Mitglied angehörte. Seit 2017 ist er stellvertretender Vorsitzender im Direktorium des vom Bundesministerium für Bildung und Forschung (BMBF) geförderten Akademienprojektes „Energiesysteme der Zukunft“, in dessen Rahmen er sich bereits seit dem Jahr 2013 engagiert.
Im April 2020 wurde Schmidt einstimmig zum Ko-Vorsitzenden des Deutsch-Französischen Rates der Wirtschaftsexperten gewählt. Schmidt gehört dem Gremium seit seiner Einrichtung durch den Vertrag von Aachen im Oktober 2019 an. Ebenfalls ab April 2020 bis zu seiner Auflösung im Juni 2021 gehörte Schmidt dem "Expertenrat Corona" der Landesregierung Nordrhein-Westfalens an. Das von Ministerpräsident Armin Laschet ins Leben gerufene zwölfköpfige Gremium sollte im Kontext der Corona-Krise „Kriterien und Maßstäbe für die Öffnung des sozialen und öffentlichen Lebens“ entwickeln.

### Weitere Mitgliedschaften und Engagements
Schmidt ist Vorsitzender des Kuratoriums des Max-Planck-Instituts für Steuerrecht und Öffentliche Finanzen sowie Mitglied der Akademie der Wissenschaften und der Literatur (2015), der Nordrhein-Westfälischen Akademie der Wissenschaften und der Künste (2018), des Kuratoriums der Alfried Krupp von Bohlen und Halbach-Stiftung, der Kinderstiftung Essen, im Wissenschaftlichen Beirat der Fritz-Thyssen-Stiftung, sowie im Wissenschaftlichen Beirat der wirtschaftspolitischen Zeitschrift Wirtschaftsdienst. Im Jahr 2020 wurde Christoph M. Schmidt in der Sektion Ökonomik und Empirische Sozialwissenschaften als Mitglied in die Nationale Akademie der Wissenschaften Leopoldina aufgenommen.
Seit 2020 Vorsitzender des Wissenschaftlichen Beirats des Energiewirtschaftliches Institut an der Universität zu Köln (EWI), seit 2020 Mitglied des Expertengremiums des Programms zur Förderung von Spitzenforschung an Universitäten („Exzellenzstrategie“) der Gemeinsamen Wissenschaftskonferenz (GWK) und seit 2021 Mitglied im Aufsichtsrat der BMW AG.
Das Bundeskabinett berief Schmidt zum 1. Mai 2024 in die Expertenkommission Forschung und Innovation als Nachfolger von Till Requate.

## Positionen
Im Zusammenhang mit Thilo Sarrazins Buch Deutschland schafft sich ab kritisierte er scharf dessen Methodik und warf ihm falsch verstandene Statistik und Rassismus vor. Sarrazin irre über die methodischen Grenzen statistischer Verfahren und gelange so zu absurden Schlussfolgerungen, mit denen er pseudowissenschaftlich rassistische Thesen zu untermauern suche.
Im März 2013 forderte Schmidt wirtschaftspolitische Reformen in Deutschland, die er als Weiterentwicklung der „Hartz-Reformen“ der Jahre 2003 bis 2005 sieht. Dazu zählt er eine weitere Liberalisierung des Arbeitsmarkts, wie etwa eine Lockerung des Kündigungsschutzes, und eine weitere Erhöhung des Rentenalters auf 69 Jahre im Jahr 2060.
Nach der Einführung des gesetzlichen Mindestlohns im Jahre 2015 bezeichnete Schmidt den damaligen Mindestlohn von 8,50 Euro als „sehr hohe Hürde“ für das Ziel, Flüchtlinge und Geringqualifizierte in den Arbeitsmarkt zu integrieren. Er sprach sich gegen eine Erhöhung aus, weil dadurch Arbeitsplätze insbesondere für Geringqualifizierte gefährdet würden. Die Mindestlohnbefürworter kümmerten sich „offenbar“ wenig um die „Beschäftigungschancen wenig produktiver Arbeitnehmer“.
Schmidt setzt sich für eine nachhaltige und kosteneffektive Energiewende im Rahmen einer europäischen Lösung ein. Er befürwortet den Umstieg auf grüne Energieerzeugung, kritisiert jedoch die Einzelförderung von Technologien im Rahmen des nationalen Erneuerbare-Energien-Gesetzes als ineffizient und sozial ungerecht. Hauptargumente der Kritik sind, dass wegen der Beteiligung deutscher Unternehmen am EU-Emissionshandel durch gleichzeitige nationale Alleingänge wie dem EEG keine einzige Tonne CO2 zusätzlich eingespart werden könne und dass insbesondere einkommensschwache Haushalte durch die EEG-Umlage besonders belastet werden. Gemeinsam mit dem Umweltökonomen Ottmar Edenhofer entwickelte Schmidt ein Steuerkonzept auf Basis einer CO2-Steuer, das auf die Bekämpfung des Klimawandels durch rein marktwirtschaftliche Mechanismen abzielt.
Aufgrund der sozialen Schieflage im Bildungssystem befürwortet Schmidt die Einführung sozialverträglicher nachgelagerter Studiengebühren. Gemeinsam mit Wissenschaftlern von der Australian National University hat er das Modell „BAföG Plus“ entwickelt, wonach alle Studierenden ein zinsfreies staatliches Darlehen zur Zahlung von Gebühren erhielten. Dieses würde nach Ende des Studiums einkommensabhängig als eine Art Graduiertensteuer zurückgezahlt. Das aufgrund einer Bedürftigkeitsprüfung zugestandene BAföG-Stipendium bliebe erhalten.

## Werk
Schmidt war Mitherausgeber des Journal of Population Economics und des German Economic Review. Er hat in zahlreichen renommierten Fachzeitschriften publiziert wie dem European Economic Review, dem Journal of Economic Behavior and Organization, dem Journal of Health Economics, dem Journal of Public Economics, und dem Review of Economics and Statistics.
Er ist zudem Ko-Autor des Lehrbuchs „Empirische Wirtschaftsforschung. Eine Einführung“.

### Ausgewählte Veröffentlichungen
- T. K. Bauer, P. Breidenbach, C. M. Schmidt: "Phantom of the Opera" or "Sex and the City" – Historical Amenities as Sources of Exogenous Variation. In: Labour Economics, Jg. 37 (2015), S. 93–98. DOI: 10.1016/j.labeco.2015.05.005
- T. K. Bauer, S. Bender, A. Paloyo, C. M. Schmidt: Do Guns Displace Books? The Impact of Compulsory Military Service on Educational Attainment. In: Economics Letters, Bd. 124 (2014), S. 513–515. DOI: 10.1016/j.econlet.2014.07.026
- M. Frondel, C. M. Schmidt: A Measure of a Nation's Physical Energy Supply Risk. In: The Quarterly Review of Economics and Finance, Jg. 54 (2014), Heft 2, S. 208–215.

## Ehrungen
- 2016: Gustav-Stolper-Preis des Vereins für Socialpolitik[25]
- 2019: Bürger des Ruhrgebiets[26]
- 2019: Ehrendoktor der Leibnitz Universität Hannover[27]
- 2022: "Ehrenpreis" beim Innovationspreis NRW[28]
- 2025: Bundesverdienstkreuz 1. Klasse[29]